# Збіглий розум
«Збіглий розум» (англ. Fugitive Mind) — американський фантастичний бойовик 1999 року.

## Сюжет
Колишній поліцейський-спецназівець Роберт Дін працює в транснаціональній корпорації ГЕНКОМ і веде саме звичайне життя. Але раптово його починають переслідувати дивні сни, повні сцен насильства. А одного разу вночі в його будинок вриваються якісь люди, але Роберту вдається втекти. Проникши в будинок корпорації і увійшовши в головний комп'ютер, він отримує доступ до секретної інформації і дізнається, що корпорація ГЕНКОМ проводить генетичні експерименти. А сенатор Девіс домагається їх заборони. І Роберт, позбавлений в результаті одного з цих жахливих експериментів пам'яті і запрограмований на вбивство сенатора, стає пішаком у чужій грі. Роберт повинен з'ясувати, хто ж він насправді, і перешкодити корпорації ГЕНКОМ виграти затіяну нею битву за майбутнє.

## У ролях
- Майкл Дудікофф — Роберт Дін
- Гезер Ленгенкемп — Сюзанна Гікс
- Мішель Грін — Робін
- Девід Хедісон — сенатор Девіс
- Іан Огілві — доктор Грейс
- Джадсон Ірні Скотт — Кернс
- Чік Веннера — Джиммі Морабіто
- Гебріел Делл — Такер Фолі
- Джон Путч — Дейв Бейні
- Беррі Ньюман — доктор Чемберлен
- Боб Брагг — Хьюз
- Сара Далтон — медсестра
- Рік Дрейзін — агент ЦРУ
- Річард Габай — Тоні
- Елізабет Грісак — портьє
- Стів Харт — Сміт
- Вільям Кьюн — таксист
- Лес Нордхаузер — черговий
- Білл Проссер — Роджерс
- Роберт Куоррі — Марк Патнем
- Кім Рей — Ріта
- Марк Ваанян — страж воріт
- Джил Джерард — Карл Гарднер
- Філ Хоун — оператор телебачення (в титрах не вказаний)